# Nemere Zoltán
Nemere Zoltán (Bokod, 1942. április 20. – Felgyő, 2001. május 6.) olimpiai és világbajnok magyar vívó.

## Élete
1958-ban kezdett vívni. 1962-ben párbajtőrben második, tőrben hatodik volt az ifjúsági világbajnokságon. Tőr- és párbajtőrvívásban egyaránt versenyzett, 1963-tól 1971-ig tagja volt mindkét fegyvernem magyar válogatottjának, kiemelkedő eredményeket azonban párbajtőrvívásban ért el. Pályafutása alatt összesen két olimpiai és hat világbajnoki érmet nyert. Legjobb egyéni eredménye az 1965. évi párizsi világbajnokságon elért első helyezés. Ebben az évben az év vívójának választották Magyarországon.
1965-ben a Testnevelési Főiskolán vívó szakedzői, 1971-ben a Semmelweis Orvostudományi Egyetemen fogorvosi oklevelet szerzett. 1972-ben külföldre távozott, a Német Szövetségi Köztársaságban telepedett le. Essenben fogorvosi magánrendelőt nyitott, a vívást különböző német egyesületekben 1980-ig folytatta. 1990-től magyar–német kettős állampolgár volt. Csongrádtól 5 km-re, Felgyő határánál autóbaleset áldozata lett.

## Sporteredményei

### Párbajtőrvívásban
- kétszeres olimpiai bajnok:
  - 1964, Tokió: csapat (Bárány Árpád, Gábor Tamás, Kausz István, Kulcsár Győző)
  - 1968, Mexikóváros: csapat (B. Nagy Pál, Fenyvesi Csaba, Kulcsár Győző, Schmitt Pál)
- háromszoros világbajnok:
  - 1965, Párizs: egyéni
  - 1970, Ankara: csapat (Erdős Sándor, Fenyvesi Csaba, Kulcsár Győző, Schmitt Pál)
  - 1971, Bécs: csapat (Erdős Sándor, Fenyvesi Csaba, Kulcsár Győző, Schmitt Pál)
- világbajnoki 2. helyezett:
  - 1969, Havanna: csapat (B. Nagy Pál, Fenyvesi Csaba, Kulcsár Győző, Schmitt Pál)
- kétszeres világbajnoki 3. helyezett:
  - 1963, Gdańsk: csapat (Bárány Árpád, Gábor Tamás, Kausz István, Kulcsár Győző)
  - 1967, Montréal: csapat (B. Nagy Pál, Fenyvesi Csaba, Kulcsár Győző, Schmitt Pál)
- világbajnoki 5. helyezett:
  - 1966, Moszkva: csapat (B. Nagy Pál, Gábor Tamás, Kulcsár Győző, Schmitt Pál)
- kétszeres Universiade-győztes:
  - 1965, Budapest:
    - egyéni
    - csapat (Kulcsár Győző, Lendvay László, Préda István, Schmitt Pál)
- Universiade 2. helyezett:
  - 1963, Porto Alegre: csapat (Kamuti Jenő, Kulcsár Győző, Lendvay László, Préda István)
- ifjúsági világbajnoki 2. helyezett
  - 1962, Kairó: egyéni
- hatszoros magyar bajnok:
  - egyéni: 1964, 1966, 1971
  - csapat: 1966, 1969, 1971

### Tőrvívásban
- ifjúsági világbajnoki 6. helyezett:
  - 1962, Kairó: egyéni

## Díjai, elismerései
- Az év magyar vívója (1965)
- Csongrád díszpolgára (2011)

## Emlékezete
- Emléktábla Bokodon[1]
- Nemere Zoltán emlékverseny